# اسطوخودوس (فیلم ۲۰۱۱)
«اسطوخودوس» (انگلیسی: Lavender (2011 film)) یک فیلم است که در سال ۲۰۱۵ منتشر شد.